# Centre Sportif de la Charrière
Het Centre Sportif de la Charrière is een multifunctioneel stadion in La Chaux-de-Fonds, een stad in Zwitserland.
Het stadion wordt vooral gebruikt voor voetbalwedstrijden, de voetbalclub FC La Chaux-de-Fonds maakt gebruik van dit stadion. In het stadion is plaats voor 12.700 toeschouwers, maar 2.500 zitplaatsen. Het stadion werd geopend in 1911.